# Augusto de Castilho
Die Augusto de Castilho war ein 1909 gebauter Trawler, der als Elite der erste portugiesische Fischdampfer im Kabeljaufang war. Ab 1916 nutzte die portugiesische Marine das Schiff als Eskorte, 1918 wurde es von U 139 versenkt – einer von zwei Verlusten der portugiesischen Marine im Ersten Weltkrieg.

## Bau und technische Daten
Das Schiff wurde von der „Parceria Geral de Pescarias“ aus Barreiro – ein Unternehmen der Bensaúde-Gruppe – beauftragt und 1909 bei Cochrane & Sons Ltd. in Selby unter der Baunummer 453 auf Kiel gelegt. Der Stapellauf erfolgte am 22. Februar 1909, die Fertigstellung im Juli des Jahres. Seine Länge betrug 48,75 Meter, er war 8,24 Meter breit und wies einen Tiefgang von 4,35 Metern auf. Er war zu diesem Zeitpunkt mit 513 BRT bzw. 175 NRT vermessen bei einer Tragfähigkeit von 730 Tonnen. Der Antrieb bestand aus einer Dreizylinder-Dreifach-Expansionsmaschine, die 704 PS erzielte und auf eine Schraube wirkte. Damit erreichte der Dampfer eine Geschwindigkeit von 10,0 Knoten. Die Besatzung bestand aus 18 Mann, in der Kabeljaufischerei aus 32 Mann.
Mit dem Umbau zum Patrouillenboot für die Marine 1916 wurden zusätzliche Mannschaftsunterkünfte und Waffen installiert. Das Schiff erhielt zunächst ein 4,7-cm-Hotchkiss-Geschütz am Bug, später folgte ein zweites 4,7-cm-Geschütz am Heck und das vordere wurde gegen ein 6,5-cm-Hotchkiss-Geschütz ausgetauscht. Durch die Ein- und Umbauten änderte sich die Vermessung auf 487 BRT, die Verdrängung wuchs auf 801 Tonnen. Die Besatzung bestand nun aus 42 Mann.

## Geschichte

### FischdampferElite
Mit Ablieferung an die Reederei und der Indienststellung am 19. Juli 1909 war die Parceria Geral de Pescarias das erste Unternehmen in Portugal, das einen Dampftrawler im Kabeljaufang einsetzte. Noch im gleichen Jahr führte der Trawler die ersten Fangreise durch, doch die Erwartungen in das Schiff wurden nicht erfüllt: Die Maschine des Trawlers war zu schwach, um die Netze zu ziehen und die Reichweite erwies sich als zu niedrig, da der Kohlenverbrauch zu hoch war. Gleichzeitig war die Arbeitsabstimmung an Bord unzureichend, da der Kapitän des Schiffes und der Leiter für den Einsatz des Netzes sich nicht abstimmten und auch die Besatzung nicht auf die Aufgaben im Umgang mit dem Netz vorbereitet war. So wurde der Trawler nur 1909 und 1910 in der Kabeljaufischerei eingesetzt, fischte dann am Cabo Branco und wurde 1912 nach nur drei Jahren aufgelegt.

### MarinetrawlerAugusto de Castilho
Nach dem Kriegseintritt Portugals auf Seiten der Alliierten am 9. März 1916 war es eines der elf für den Marinedienst requirierten Fischereifahrzeuge. Es wurde am 13. Juni 1916 von der Marine übernommen, bewaffnet und nach dem Offizier, Diplomaten und Minister Augusto de Castilho (1841–1912) benannt. Aufgrund seiner Größe wurde es nicht wie die meisten dieser Boote als Minensuchboot klassifiziert und eingesetzt, sondern als Geleitfahrzeug eingestuft und genutzt. Das Schiff verkehrte als Eskorte vor allem zwischen Portugal, Madeira und den Azoren, daneben auch als Eskorte der portugiesischen Truppentransporter nach Brest und führte insgesamt 22 Geleite durch.
Zugleich war es das Schiff mit den meisten Feindkontakten: Am 23. März 1918 sichtete es auf der Fahrt von Funchal nach Lissabon ein deutsches U-Boot und eröffnete das Feuer, woraufhin das U-Boot abdrehte und abtauchte. Am 21. August verfolgte es ein nicht identifiziertes U-Boot, das ebenfalls ohne Kampfhandlungen schnell verschwand. Bei einem weiteren dieser Geleite eskortierte die Augusto de Castilho am 14. Oktober 1918 das Passagierschiff San Miguel der Empresa Insulana de Navegação von Funchal nach Ponta Delgada auf den Azoren und wurde von U 139 angegriffen. Der Kommandant der Augusto de Castilho setzte sich zwischen U-Boot und San Miguel und griff das artilleristisch überlegene U-Boot an. Dadurch konnte das Passagierschiff entkommen. Nach Verbrauch der Munition kapitulierte die überlebende Besatzung des Trawlers, das Schiff wurde von der U-Boot-Besatzung durch Sprengladungen versenkt (35° 35′ N, 22° 10′ W).